# Abang (Manjo)
Pour les articles homonymes, voir Abang.
Abang est un village de la Région du Littoral au Cameroun, situé dans la commune de Manjo, sur le site Communes et villes unies du Cameroun (CVUC).

## Population et développement
En 1967, la population de Abang était de 447 habitants, essentiellement des Mouamenam. Elle était de 568 lors du recensement de 2005.